# Trésors d'enfance
Trésors d'enfance est un roman de Christian Signol publié en 1994.

## Résumé
L'auteur raconte ses souvenirs d'enfance passés dans la région du Quercy dans les années 1950. C'est un long chemin qu'il décrit à travers les images de son adolescence pleine de fraicheur et d'innocence, à la recherche des métiers d'antan jadis connus et des personnages jadis familiers et fréquentés. Le romancier reconstruit les villes de son pays natal et retrace les fantasmes et les odeurs qui ont marqué sa jeunesse avec une délicieuse précision et délicatesse.